# Johann Kelle
Johann Nepomuk von Kelle (15. března 1829 Řezno – 30. ledna 1909 Smíchov) byl rakouský germanista a vysokoškolský pedagog německé národnosti, působící dlouhodobě v Čechách; rektor Německé univerzity v Praze a poslanec Českého zemského sněmu.

## Biografie
Od roku 1848 studoval klasickou filologii na Mnichovské univerzitě. Později se pod vlivem Johanna Andrease Schmellera obrátil ke studiu germanistiky. V roce 1854 získal titul doktora filozofie na Würzburské univerzitě. Od roku 1856 působil jako mimořádný profesor na Würzburské univerzitě. Během pobytu v Berlíně v polovině 50. let navázal přátelské styky s bratry Grimmovými. V období let 1857–1899 byl řádným profesorem německého jazyka a písemnictví na Německé univerzitě v Praze (do počátku 80. let šlo o ještě nerozdělenou, česko-německou univerzitu). V roce 1866 byl děkanem. V roce 1891–1892 zastával post rektora této vysoké školy. Od roku 1885 do 1900 vedl pražskou zkušební komisi pro učitele. Roku 1896 získal titul dvorního rady. Byl členem Akademie věd ve Vídni. Od roku 1899 měl šlechtický titul. Patřil mezi spoluzakladatele německé filologie v Rakousku. Zabýval se srovnávací filologií.
Z titulu funkce rektora se v 90. letech zapojil i do vysoké politiky. V letech 1891–1892 zasedal coby virilista na Českém zemském sněmu.
Zemřel v lednu 1909.
Jeho synem byl rakouský státní úředník Carl von Kelle (1859–1935) působící na ministerstvu kultu a vyučování.